# Seeing Red (episodio de Dexter)
«Seeing Red» (título en español: «Rojo de ira») es el décimo episodio de la primera temporada de la serie de televisión estadounidense Dexter, el cual fue estrenado el 3 de diciembre de 2006 en Showtime en los Estados Unidos. El episodio fue escrito por Kevin R. Maynard y fue dirigido por Michael Cuesta. En este episodio, el equipo de homicidios del departamento de policía Miami-Metro investiga una escena de crimen llena de sangre, donde el especialista en manchas de sangre Dexter Morgan (Michael C. Hall) es confrontado con un recuerdo reprimido de un incidente traumático de su infancia. Mientras tanto, su novia Rita Bennett (Julie Benz) es acusada de agredir a su exesposo Paul Bennett (Mark Pellegrino) y teme perder la custodia de sus hijos. Por su parte, el detective Ángel Batista (David Zayas) investiga un presentimiento de que el asesino del camión de hielo tiene un fetiche por las personas con algún miembro amputado.
«Seeing Red» fue filmado en varias locaciones en torno a Long Beach (California). Se prestó especial atención a la fotografía y a la filmación de la secuencia de los flashbacks de Dexter para hacerlos parecer como fragmentos de memoria. El episodio recibió reseñas positivas de los críticos, en particular, por la escena en la cual Dexter golpea con una sartén en la cabeza al exesposo de Rita debido a sus amenazas sobre hasta dónde llegaría para proteger a sus hijos.

## Trama
Después de que una llave de una habitación del Hotel Marina View es entregada dentro de un frasco de sangre al departamento de homicidios, el sargento James Doakes (Erik King) y Debra Morgan (Jennifer Carpenter) visitan el hotel, donde encuentran que una habitación está completamente cubierta en sangre. Dexter es enviado primero a investigar; sin embargo, al ver la habitación cubierta en sangre, se activa un recuerdo reprimido de su infancia —Dexter de tres años de edad está sentado en un inmenso charco de sangre—, colapsa y huye de la habitación. El equipo forense conjetura que la sangre en la habitación de hotel procede de, por lo menos, cinco cuerpos diferentes, aunque ninguno se encuentra en la habitación. Puesto que solo hay un par de huellas de pies, asumen que las víctimas fueron asesinadas en otra parte y que la sangre fue esparcida por toda la habitación por el asesino. Debra sugiere que el asesino del camión de hielo, a quien le habían adjudicado cinco víctimas sin rastros de sangre, puede ser el responsable.
Ángel descubre que no puede parar de hablar sobre su divorcio cuando intenta conocer mujeres en un bar. Conoce a una mujer que, a su vez, está recuperándose de un divorcio; sin embargo, debe dejarla para hablar con una prostituta a quien ve al otro lado del bar con una prótesis en la mano y uñas pintadas de la misma manera que la primera víctima del asesino del camión de hielo. Empieza a trabajar bajo la sospecha de que el asesino es un acrotomofílico y decide hablar con el novio de Debra, Rudy Cooper (Christian Camargo), un especialista en prótesis que, sin que nadie lo sepa, es el asesino. Rudy coopera con la entrevista, pero no brinda a Ángel ninguna pista y, posteriormente, este es apuñalado en un estacionamiento.
Rita se entera por un comisario del condado que Paul, su abusivo exesposo que la atacó la noche anterior, está presentando cargos en su contra por agresión. Habla con un abogado, quien le dice que no puede probar que su intención era calmar la situación, dado que ella había invitado a Paul al interior de su casa. En una audiencia, se descubre que Rita violó el acuerdo de custodia con Paul, lo que hace que el caso de Paul sea todavía más fuerte. Cuando Paul pasa por la casa de Rita para dejar a sus hijos, amenaza a Dexter cuando los dos están solos en la cocina y Dexter responde golpeándolo con una sartén. Paul pierde el conocimiento y Dexter lo arrastra al hotel de Paul y lo incrimina por abuso de drogas. Dexter alerta a la policía y Paul es enviado nuevamente a prisión.
Alentado por Rudy, Dexter decide profundizar su recuerdo reprimido, en lugar de evadirlo. Regresa a la habitación ensangrentada del hotel, donde revive el recuerdo. Ahí, se da cuenta de que su madre fue asesinada en frente de él, cuando tenía tres años.